# Lamprosema dizona
Lamprosema dizona là một loài bướm đêm trong họ Crambidae.